# Кантерос, Эктор
Эктор Мигель Кантерос (исп. Héctor Miguel Canteros; родился 15 марта 1989 года, Буэнос-Айрес, Аргентина) — аргентинский футболист, полузащитник. Выступал за сборную Аргентины.

## Клубная карьера
Кантерос — воспитанник клуба «Велес Сарсфилд». 8 февраля 2009 года в матче против «Индепендьенте» он дебютировал в аргентинской Примере. В том же году Эктор стал чемпионом Аргентины. 23 апреля 2011 года в поединке против «Кильмеса» Кантерос забил свой первый гол за «Велес Сарсфилд». В том же году он вновь стал чемпионом страны. Летом 2012 года Кантерос на правах аренды перешёл в испанский «Вильярреал». 13 октября в матче против «Уэски» он дебютировал в испанской Сегунде. 7 апреля 2013 года в поединке против «Нумансии» Эктор забил свой первый гол за «Вильярреал». После возвращения из аренды Кантрос помог «Велесу» завоевать Суперкубок Аргентины. В 2014 году в матчах Кубка Либертадорес против перуанского «Университарио» и бразильского «Атлетико Паранаэнсе» он забил по голу.
Летом 2014 года Эктор перешёл в бразильский «Фламенго». 27 июля в матче против «Ботафого» он дебютировал в бразильской Серии A. 18 сентября в поединке против «Палмейрас» Кантерос забил свой первый гол за «Фламенго».
Летом 2016 года Эктор на правах аренды вернулся в «Велес Сарсфилд». Через год Кантерос был отдан в аренду в «Шапекоэнсе». 28 августа в матче против «Аваи» он дебютировал за новую команду. 19 октября в поединке против «Атлетико Минейро» Эктор забил свой первый гол за «Шапекоэнсе».

## Международная карьера
15 сентября 2011 года в товарищеском матче против сборной Бразилии Кантерос дебютировал за сборную Аргентины.

## Достижения
Командные
 «Велес Сарсфилд»
- Чемпионат Аргентины по футболу — Клаусура 2009
- Чемпионат Аргентины по футболу — Клаусура 2011
- Обладатель Суперкубок Аргентины — 2013